# Jeff Orlowski

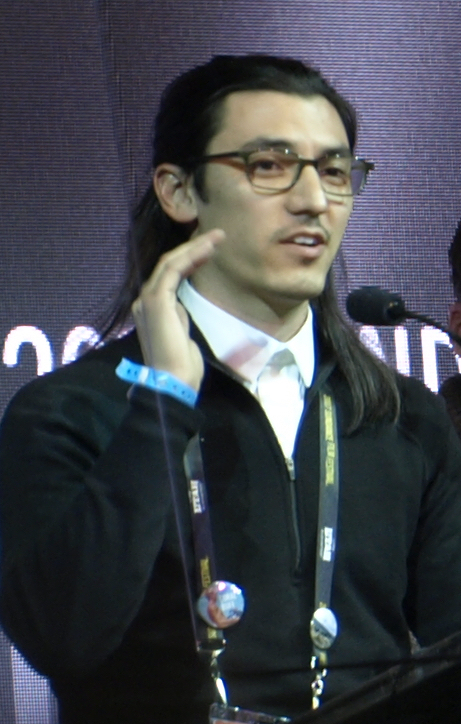
Jeff Orlowski

Jeff Orlowski (* 18. Februar 1984 in Staten Island, New York) ist ein US-amerikanischer Filmregisseur und Kameramann.
Jeff Orlowski dreht seit 2006 Kurzfilme, noch als Student der Stanford University begann er mit den Dreharbeiten zum Dokumentarfilm Chasing Ice. Für diesen wurde er 2012 mit dem Satellite Award für den besten Dokumentarfilm ausgezeichnet.
2017 wurde ihm der Champions of Earth Award verliehen.
2018 wurde er in die Academy of Motion Picture Arts and Sciences berufen, die jährlich die Oscars vergibt.

## Filmografie (Auswahl)
- 2007: The Strange Case of Salman abd al Haqq (Kurzfilm)
- 2012: Chasing Ice (Dokumentarfilm)
- 2017: Chasing Coral (Dokumentarfilm)
- 2020: Das Dilemma mit den sozialen Medien (The Social Dilemma, Dokumentarfilm)